# Bunker Hill (Oregon)

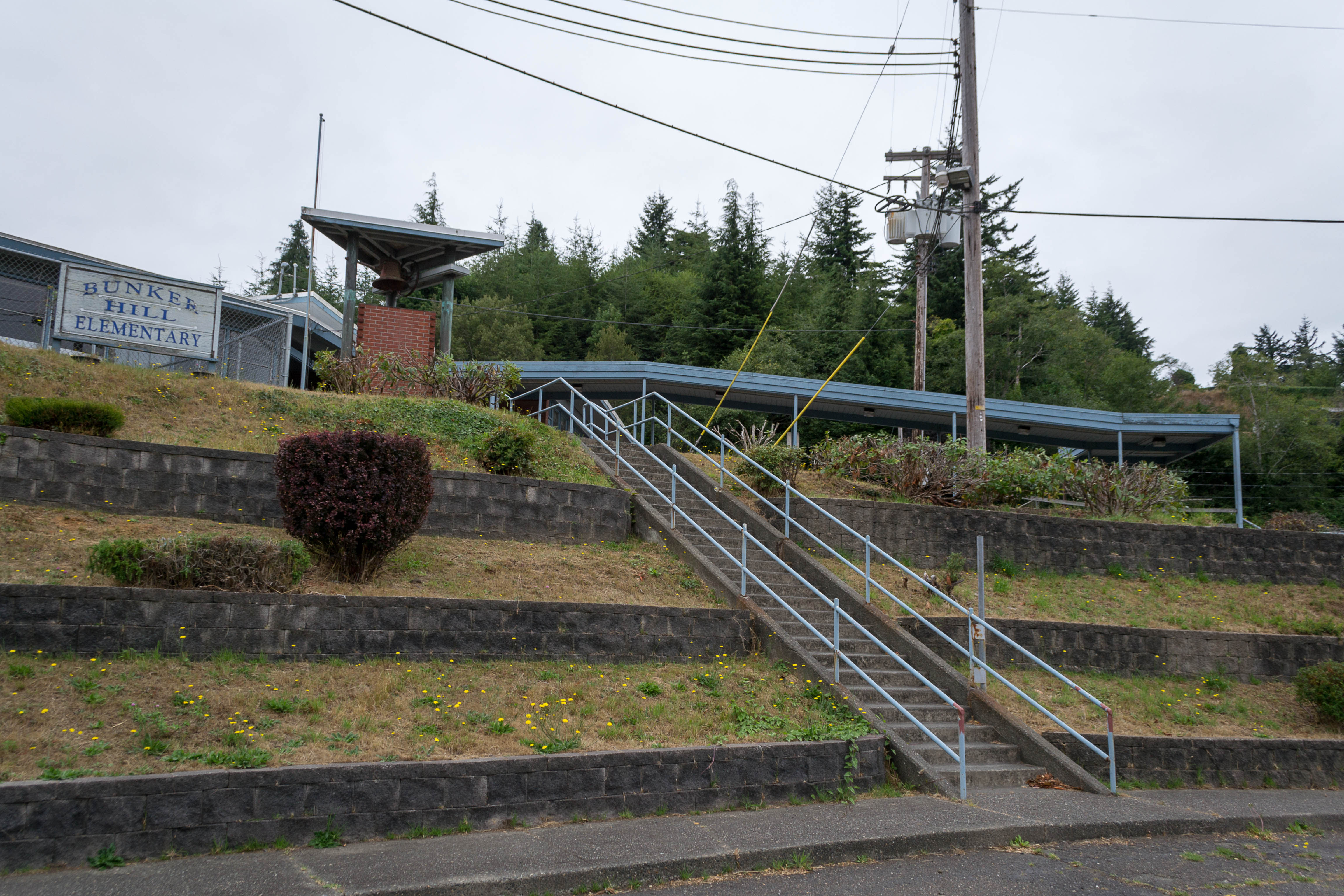
A helyi általános iskola

Bunker Hill az Amerikai Egyesült Államok északnyugati részén, Oregon állam Coos megyéjében elhelyezkedő statisztikai- és önkormányzat nélküli település. A 2010. évi népszámláláskor 1444 lakosa volt. Területe 4,1 km², melyből 0,3 km² vízi.

## Népesség

### 2010
A 2010-es népszámláláskor  1444 lakója, 595 háztartása és 372 családja volt. A népsűrűség 370,3 fő/km2. A lakóegységek száma 657, sűrűségük 168,5 db/km2. A lakosok 85,3%-a fehér, 1,5%-a afroamerikai, 2,4%-a indián, 0,8%-a ázsiai, 0,1%-a a Csendes-óceáni szigetekről származik, 5,3%-a egyéb, 4,5%-a pedig kettő vagy több etnikumú. A spanyol vagy latino származásúak aránya 9,8% (9,5% mexikói,   0,3% egyéb spanyol vagy latino származású.)
A háztartások 23,7%-ában élt 18 évnél fiatalabb. 43% házas, 11,9% egyedülálló nő, 7,6% egyedülálló férfi, 37,5% pedig nem család. 29,4% egyedül élt; 12,8%-uk 65 éves vagy idősebb. Egy háztartásban átlagosan 2,42 személy élt; a családok átlagmérete 2,94 fő.
A medián életkor 40,4 év volt. Lakóinak 20,5%-a 18 évesnél fiatalabb, 8,3% 18 és 24 év közötti, 24,9%-uk 25 és 44 év közötti, 28,4%-uk 45 és 64 év közötti, 15,4%-uk pedig 65 éves vagy idősebb. A lakosok 51,4%-a férfi, 48,6%-a pedig nő.

### 2000
A 2000-es népszámláláskor   1462 lakója, 586 háztartása és 383 családja volt. A népsűrűség 374,9 fő/km2. A lakóegységek száma 633, sűrűségük 162,3 db/km2. A lakosok 88,58%-a fehér, 0,34%-a afroamerikai, 3,35%-a indián, 0,68%-a ázsiai, 0,07%-a a Csendes-óceáni szigetekről származik, 3,49%-a egyéb-, 3,49%-a pedig kettő vagy több etnikumú. A spanyol vagy latino származásúak aránya 6,57% (3,9% mexikói, 0,5% Puerto Ricó-i, 0,2% kubai, 2% pedig egyéb spanyol/latino származású.)
A háztartások 28,5%-ában élt 18 évnél fiatalabb. 47,3% házas, 13,7% egyedülálló nő; 34,6% pedig nem család. 25,6% egyedül élt; 10,8%-uk 65 éves vagy idősebb. Egy háztartásban átlagosan 2,49 személy élt; a családok átlagmérete 2,97 fő.
Lakóinak 24,8%-a 18 évesnél fiatalabb, 8,4% 18 és 24 év közötti, 28,6%-uk 25 és 44 év közötti, 22,2%-uk 45 és 64 év közötti, 15,9%-uk pedig 65 éves vagy idősebb. A medián életkor 38 év volt. Minden 100 nőre 93,1 férfi jut; a 18 évnél idősebb nőknél ez az arány 90,1.
A háztartások medián bevétele 24 556 amerikai dollár, ez az érték családoknál $28 600. A férfiak medián keresete $28 750, míg a nőké $18 750. Az egy főre jutó bevétel (PCI) $10 570. A családok 23%-a, a teljes népesség 25,6%-a élt létminimum alatt; a 18 év alattiaknál ez a szám 37,3%, a 65 évnél idősebbeknél pedig 22,9%.

## Fordítás
Ez a szócikk részben vagy egészben  a   Bunker Hill, Oregon című angol Wikipédia-szócikk ezen változatának fordításán alapul.  Az eredeti cikk szerkesztőit annak laptörténete sorolja fel. Ez a jelzés csupán a megfogalmazás eredetét és a szerzői jogokat jelzi, nem szolgál a cikkben szereplő információk forrásmegjelöléseként.